# الهرم (برنامج تلفزيوني)
الهرم، برنامج مسابقات ترفيهي عرض أسبوعيا على القناة الثانية في التلفزيون المصري. قدمته الإعلامية المصرية مفيدة شيحة. المسابقة هي نسخة العربية المصرية من البرنامج الأمريكي "Pyramid" الذي عرض في العديد من الدول حول العالم. الجائزة المقدمة في البرنامج قد تصل إلى 25.000 جنيه مصري.
بدأ البرنامج في 16 مايو 2009 وتم تسجل حلقاته في استوديوهات قناة ام بي سي في مدينة مدينة الإنتاج الإعلامي بالقاهرة.

## فكرة البرنامج
في كل حلقة أربعة متسابقين مقسمين إلى فريقين. لكي يحصلوا على جائزة المالية المقدمة، يجب أن يدخلوا ما يسمى بـ«دائرة الفائزين» وأن يكسبوها مرتين.
لكن قبل ذلك، عليهم الوصول إلى قمة الهرم الموجود أمامهم في المسرح والمؤلف من ستة مواضيع متنوعة. على المتسابق الرئيسي في الفريق أن يختار أحد المواضيع المطروحة، والمكونة من سبع كلمات. مهمته أن يقوم بشرح هذه الكلمات لشريكه بهدف أن يحزر هذه الكلمات خلال مدة قدرها 45 ثانية، وذلك بإعطائه كلمات وجمل ترشده إلى هذه الكلمات تباعا. عند إعطاء الجواب الصحيح تتطلق نغمة موسيقية تدل على ذلك.
يمنع منعا باتا على المتسابق الشارح أن يتلفظ بتلك الكلمات. إن فعل ذلك، يتم احتساب الفعل على أنه جواب خاطئ. بحال عدم معرفة الكلمة، على المتسابق قول كلمة «عديها» من أجل الانتقال للكلمة التالية، لكن بهذه الحالة لا يمكنهم العودة للكلمة التي تم تجاوزها.
فارق النقاط بين الفريقين هو من سيحسم من منهم سينتقل لجولة «دائرة الفائزين».
يوجد مختفي وراء أحد المواضيع الستة المطروحة سؤال اسمه «ولا عالبال». إذا استطاع الفريق الإجابة على كل كلماته يكسب مبلغ ألف جنيه مصري.

### دائرة الفائزين
بهذه الجولة على المتسابق الرئيسي أن يشرح لزميله المواضيع الستة الظاهرة أمامهم خلال مدة قدرها 60 ثانية وهو مكبل اليدين، لكي لا يعطي لزميله أي إشارة أو تلميح لمعنى الإجابة. يمكن للزميل أن يطلب تخطي أي كلمة ويمكن العودة إليها إذا الوقت سمح بذلك. الجائزة المقدمة بهذه الجولة قدرها 10 آلاف جنيه مصري. لكل موضوع مبلغ مخبئ وراءه. يحصل الفريق فقط على مبلغ الكلمات التي عرفوها.

## روابط خارجية
- الهرم على موقع IMDb (الإنجليزية)
- الهرم على موقع قاعدة بيانات الفيلم (الإنجليزية)